# Exocentrus triplagiatipennis
Exocentrus triplagiatipennis är en skalbaggsart som beskrevs av Stefan von Breuning 1968. Exocentrus triplagiatipennis ingår i släktet Exocentrus och familjen långhorningar.
Artens utbredningsområde är Laos. Inga underarter finns listade i Catalogue of Life.